# Židovský hřbitov v Třebívlicích
Židovský hřbitov v Třebívlicích se nachází severovýchodně od obce Třebívlice, a to asi 1,2 kilometru od náměstí, v remízku uprostřed vinic soukromé společnosti.

## Historie a popis
Založen byl asi v roce 1867 a na celkové ploše 665 m2 se nachází kolem stovky povětšinou poničených náhrobních kamenů. Pohřbívalo se zde do 30. let 20. století. Hřbitov byl poničen během druhé světové války a následně i za minulého režimu. Historie třebívlické židovské obce není dosud do detailu zpracovaná. Pan doktor Bedřich Lederer z Lovosic, který pro Hugo Golda v roce 1933 zpracovává heslo „Lovosice“, věnuje třebívlické obci poměrně marginální pozornost zmínkou, že nikdy nebyla nijak početná. Faktem zůstává, že podle matričních zápisů umírá v Třebívlicích již v roce1820 manželský pár rodiny Nalos (52 a 54 let), a o čtyři roky později dokonce pětaosmdesátiletý pan David König. Ti všichni se tedy museli narodit ještě v polovině 18. století. Samozřejmě nevíme, zda rodičům z Třebívlic, nebo se sem dostávají teprve později – například z Libochovic, kde obě příjmení zaznamenáváme také.
Hřbitov ovšem takto starý není. Založen údajně 1867. Listinný doklad zatím nenalezen, ale tomuto datu odpovídá a nasvědčuje i první zápis v novějších třebívlických matrikách zemřelých, učiněný k datu 23. srpna 1868.  Do té doby místní Židé pohřbívali zejména v Čížkovicích a Libochovicích.
Poslední obřad zde proběhl roku 1941 (tento údaj ovšem není zcela ověřen), přestože místní židovská obec, jež byla založena v roce 1857, se z důvodu úbytku členů rozpustila už v roce 1924. Po devastaci z dob nacistické okupace, období zanedbání během socialismu i prvních patnácti let po jeho pádu začaly první opravy a údržba areálu až v roce 2004.